# Леоні Бек
Леоні Бек (нім. Leonie Beck, 27 травня 1997) — німецька плавчиня.
Учасниця Олімпійських Ігор 2016 року.
Призерка Чемпіонату світу з водних видів спорту 2019 року.
Призерка Чемпіонату Європи з водних видів спорту 2018, 2020 років.